# حدیثه پورهاشمی
حدیثه پورهاشمی (زاده ۱۱ شهریور ۱۳۷۷) بازیکن چپ دست هاکی روی یخ اهل ایران است.
پورهاشمی عضو تیم مستر آیس هاکی کلاب و فوروارد تیم ملی هاکی روی یخ بانوان ایران است. وی در مسابقات هاکی روی یخ بانوان قهرمانی آسیا و اقیانوسیه ۲۰۲۳ به مدال تیمی نقره دست یافت.
پورهاشمی در این بازی‌ها در هر ۶ مسابقه به میدان رفت.